# Auridius helvus
Auridius helvus är en insektsart som beskrevs av Delong 1926. Auridius helvus ingår i släktet Auridius och familjen dvärgstritar. Inga underarter finns listade i Catalogue of Life.